# Kuhajärvi (sjö i Södra Savolax, lat 61,82, long 28,30)
Kuhajärvi är en sjö i Finland. Den ligger i kommunen Sulkava i landskapet Södra Savolax, i den södra delen av landet, 250 km nordost om huvudstaden Helsingfors. Kuhajärvi ligger 76,7 meter över havet. I omgivningarna runt Kuhajärvi växer i huvudsak blandskog. Arean är 3,69 kvadratkilometer och strandlinjen är 14,86 kilometer lång. Sjön  ingår i Vuoksens huvudavrinningsområde. 